# Adele (nome)
Adele  è un nome proprio di persona italiano femminile.

## Varianti
- Femminili: Adela[3]
  - Alterati: Adelina[2][3]
- Maschili: Adelo[3]

### Varianti in altre lingue
- Basco: Adele[4]
- Catalano: Adela[4]
- Ceco: Adéla[2]
- Francese: Adèle[2][5], Adélie[2]
- Germanico: Athala[1][5], Adala[1], Adela[1][2], Adila[5], Edila[5]
- Inglese: Adela[2][5], Adella[2], Adele[2][5], Adelia[2][5], Adalia[5], Adala[5], Adalah[5]
  - Ipocoristici: Della[2], Delia[2]
- Ligure: Adele[6]
  - Ipocoristici: Adeliña
- Lituano: Adelė[2]
- Polacco: Adela[2]
- Rumeno: Adela[2]
- Slovacco: Adela[2]
- Spagnolo: Adela[2][4], Adelia[2]
  - Alterati: Adelita[2]
- Tedesco: Adele[2]
- Ungherese: Adél[2]

## Origine e diffusione
Si tratta di un nome di origine germanica, attestato già nel VII secolo in forme quali Athala, Adala e Adela; alla base vi è la radice adal, che significa "stirpe nobile", "nobiltà", comune in molti nomi germanici come Adelaide, Adeltrude o Adelasia, di cui Athala era una forma tronca.
Il nome, di tradizione francone, è stato portato da alcune sante, ma la sua diffusione in Italia è sostanzialmente laica; secondo dati pubblicati negli anni 1970, il nome era attestato in tutto il territorio nazionale, ma specialmente al Nord, con quasi un terzo dei casi accentrato in Lombardia. In Inghilterra venne introdotto dai normanni, ma cadde in disuso dopo il Medioevo; venne riportato in voga nel XIX secolo, e al contempo venne importata anche la forma francese Adèle (solitamente privata dell'accento).

## Onomastico
L'onomastico si può festeggiare in memoria di più sante e beate, alle date seguenti:
- 24 febbraio, santa Adele d'Inghilterra, figlia di Guglielmo il Conquistatore, benefattrice di diverse chiese e monasteri[7]
- 1º agosto, beata Maria Stella del Santissimo Sacramento, al secolo Adela Mardosewicz, una delle Martiri di Nowogródek[7]
- 8 settembre, sant'Adele, figlia di Roberto il Pio, vedova e poi monaca benedettina a Messines[4][7]
- 23 novembre, santa o beata Adele, nobildonna, madre di san Trudone[1][7]
- 24 dicembre, sant'Adela, figlia di Dagoberto II, vedova, poi fondatrice e prima badessa del monastero di Pfalzel, presso Treviri[1][7][8]

## Persone
- Adele, cantautrice britannica

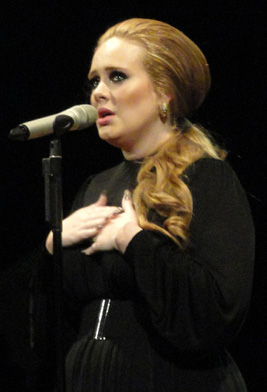
Adele

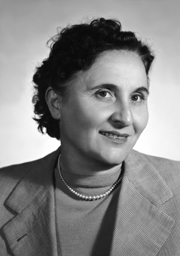
Adele Bei

- Adele Ammendola, giornalista italiana
- Adele Bei, sindacalista e politica italiana
- Adele Bianchi, geografa italiana
- Adele Bonolis, docente italiana
- Adele Cambria, giornalista, scrittrice e attrice italiana
- Adele DeGarde, attrice statunitense
- Adele di Francia (1009-1079), contessa di Fiandra
- Adele di Francia (1160-1221), contessa francese
- Adele d'Inghilterra, contessa consorte di Blois, Châteaudun, Chartres e Meux
- Adele Faccio, politica italiana
- Adele Garavaglia, attrice e doppiatrice italiana
- Adele Maria Jemolo, partigiana, virologa e politica italiana
- Adele Moroder, scrittrice austriaca naturalizzata italiana
- Adele Pandolfi, attrice italiana
- Adele Pellegatta, doppiatrice italiana
- Adele Sandrock, attrice tedesca

### Variante Adèle
- Adèle d'Affry, scultrice svizzera
- Adèle di Champagne, regina di Francia
- Adèle Exarchopoulos, attrice francese
- Adèle Haenel, attrice francese

### Variante Adela
- Adela di Pfalzel, religiosa franca

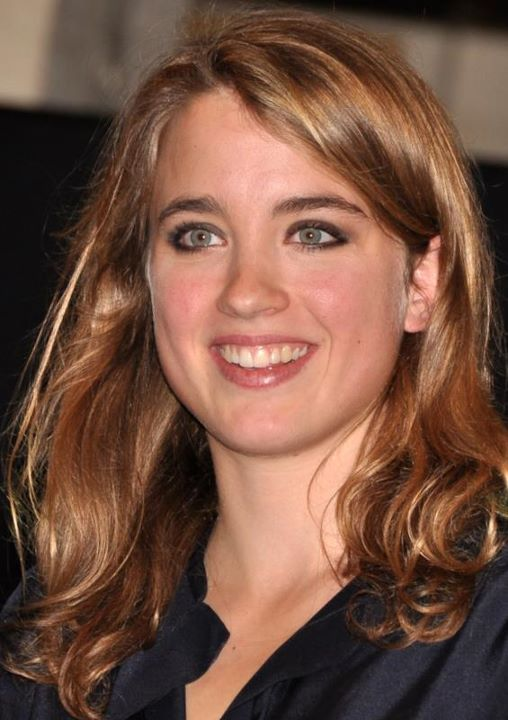
Adèle Haenel

- Adela Garcia, culturista dominicana
- Adela Noriega, attrice messicana
- Adela Xenopol, scrittrice, femminista e attivista rumena
- Adela Zamudio, scrittrice, insegnante e pittrice boliviana

### Altre varianti femminili
- Adelia Marra, pattinatrice di velocità in-line italiana
- Adéla Sýkorová, tiratrice ceca

### Variante maschile Adelio

Adelio Moro

- Adelio Albarello, politico italiano
- Adelio Cogliati, paroliere e produttore discografico italiano
- Adelio Colombo, allenatore di calcio, dirigente sportivo e calciatore italiano
- Adelio Crespi, calciatore italiano
- Adelio Dell'Oro, vescovo cattolico italiano
- Adelio Fiore, calciatore italiano
- Adelio Moro, calciatore e allenatore di calcio italiano
- Adelio Pagliarani, partigiano italiano
- Adelio Terraroli, politico italiano
- Adelio Verga, ex calciatore italiano

## Il nome nelle arti
- Adele è un personaggio dell'opera lirica di Saverio Mercadante Adele ed Emerico.
- Adelia è un personaggio Disney, cugina di Amelia.
- Adelia è un personaggio dell'omonima opera seria di Gaetano Donizetti.
- Adela è un personaggio del dramma La casa di Bernarda Alba di Federico García Lorca.
- Adèle Blanc-Sec è un personaggio del film del 2010 Adèle e l'enigma del faraone, diretto da Luc Besson.
- Adele Puddu è la protagonista dell'episodio Il frigorifero (regia di Mario Monicelli), compreso nel film del 1970 Le coppie.
- Adèle H., una storia d'amore è un film di François Truffaut che narra la storia di Adèle Hugo, figlia di Victor Hugo.
- Adele è un romanzo incompiuto di Federigo Tozzi.
- Adele è la protagonista del film La vita di Adele, diretto da Abdellatif Kechiche, vincitore di numerosi premi, tra cui la Palma d'oro al Festival di Cannes del 2013.
- Il Torso di Adele è una scultura dell'artista francese Auguste Rodin, realizzata nel 1884 circa.